# 讓·泰蘭迪埃
讓·泰蘭迪埃（法語：Jean Taillandier，1938年1月22日—）是一名法國前足球員，司職龍門。
泰蘭迪埃曾效力巴黎競技、朗斯和康城，並曾代表法國國家隊參加1960年歐洲國家盃，並奪得殿軍。

## 外部鏈接
- Jean Taillandier （页面存档备份，存于）於法國足球總會（法語）
- Jean Taillandier Profile （页面存档备份，存于）（法語）